# Xã Benton, Quận McCook, South Dakota
Xã Benton (tiếng Anh: Benton Township) là một xã thuộc quận McCook, tiểu bang Nam Dakota, Hoa Kỳ. Năm 2010, dân số của xã này là 106 người.